# Саксеготея
Саксеготея (Saxegothaea conspicua, ісп. mañío hembra або maniú hembra) — вид хвойних дерев родини подокарпових, єдиний вид свого роду. 
Ендемік Чилі, де росте між 35° і 46° південної широти, на півночі ареалу між висотами 800 і 1000 м над рівнем моря та на узбережжі на півдні.